# São Caetano do Sul
São Caetano do Sul (AFI: [sɐ̃w kajˈtɐnu du ˈsuw]) é um município brasileiro do estado de São Paulo, na mesorregião Metropolitana de São Paulo e microrregião de São Paulo. Está localizado na Zona Sudeste da Grande São Paulo, em conformidade com a lei estadual nº 1.139, de 16 de junho de 2011 e, consequentemente, com o Plano de Desenvolvimento Urbano Integrado da Região Metropolitana de São Paulo (PDUI). É a cidade com o melhor IDH do Brasil (PNUD/2010) e também com o 48º maior PIB brasileiro. A população aferida no Censo de 2022 foi de 165 655 habitantes, contra os 149 263 habitantes aferidos pelo Censo de 2010.  A área total da cidade é de 15,331 km², o que resulta numa densidade demográfica de 10 805,2 hab/km² (censo de 2022). São Caetano do Sul é intensamente conurbada com São Paulo, Santo André e São Bernardo do Campo, estreitando os limites físicos entre as cidades. São Caetano do Sul, juntamente com Ferraz de Vasconcelos, é uma das duas cidades do estado de São Paulo que não são atravessadas por nenhuma rodovia estadual ou federal.
A história da cidade liga-se ao descobrimento do Brasil. Após o encerramento da vila de Santo André da Borda do Campo, já no ano de 1631, o capitão Duarte Machado doou aos padres beneditinos o sítio que possuía no Tijucuçu. Anos mais tarde, em 1671, o bandeirante Fernão Dias Pais Leme arrematou em leilão outro sítio vizinho e também o doou aos padres. Assim, formaram a Fazenda São Caetano, onde, além de pequenas plantações, mantinham uma olaria para fazer os tijolos, lajotas e telhas de que necessitavam para a construção do Mosteiro de São Bento, no centro de São Paulo. As terras da antiga Fazenda São Caetano foram adquiridas pelo Governo Imperial com a intenção de formar Núcleos Coloniais para incentivar a imigração européia, sendo este o primeiro a ser inaugurado. Em 29 de junho de 1877, algumas famílias de imigrantes italianos da região de Vittorio Veneto, no Nordeste da Itália, embarcavam no porto de Gênova com destino ao Brasil, iniciando-se o processo imigratório no município.
No início do século XX, a cidade destacou-se pela produção cerâmica e química, tendo sido endereço da Louças Claudia e da Fábrica de Rayon Matarazzo, integrantes do núcleo Indústrias Reunidas Fábricas Matarazzo, além da Fábrica de Louças Adelinas, fundada pelo português Manoel de Barros Loureiro, e da Cerâmica São Caetano, fundada por Roberto Simonsen. Um dos funcionários desta última, aliás, acabou se tornando o responsável pela popularização arquitetônica dos "pisos de caquinhos", a pavimentação com mosaicos de cerâmica, em muitas casas no Grande ABC, e na Vila Mariana, na Capital Paulista. Além do forte histórico na produção cerâmica e química, a cidade também é sede de outras empresas como, por exemplo: Grupo Casas Bahia, fundada em 1952 por Samuel Klein no município, General Motors do Brasil, fábrica de brinquedos Gulliver, fábrica de Chocolate Pan, e da floricultura Giuliana Flores.
Nas artes possui uma das mais antigas instituições dedicadas à formação de artistas no estado de São Paulo, a Fundação das Artes de São Caetano do Sul, por onde já passaram atores como Cássia Kis, Fábio Assunção, Marcos Frota, André Segati, Eugenio Kusnet e o diretor Ulysses Cruz. Além deles, os músicos Amílton Godoy, Nelson Aires e Roberto Sion. Nos esportes, a Associação Desportiva São Caetano destaca-se com a chegada do clube na Copa Libertadores da América de 2002 e com o São Caetano Esporte Clube que conquistou o título de campeão na Liga Nacional de voleibol feminino de 1991-1992, reconhecido como um dos principais modelos na formação e revelação de jogadoras de voleibol, por onde passaram nomes como Ana Moser e Fofão. Além disso, a jogadora de basquete Hortência de Fátima Marcari residiu na cidade e iniciou sua carreira no time do São Caetano Esporte Clube e depois defendeu o CRE Fundação. São Caetano do Sul foi a base da seleção brasileira de basquetebol feminino, entre o fim dos anos 60 e início dos anos 70. Dessa época de ouro, além de Hortência, participaram Delcy Ellender Marques, Elzinha Pacheco, Norminha, entre outras. O ginasta Arthur Zanetti, nascido no município, começou a treinar na SERC Santa Maria aos 7 anos.
Na educação, a cidade está entre as melhores do país, com 30,9 vagas em Universidades Públicas por mil habitantes em idade PEA; média no ENEM de 586 pontos; 98,8% de docentes no ensino médio com ensino superior; nota IDEB de 6,2 pontos; taxa de abandono de apenas 1,8%; média de alunos de 27,1 por turma; e despesa paga com educação de R$2.792 por habitante. É a primeira do Ranking Connected Smart Cities, elaborado pela Urban Systems, no recorte Educação e a quinta no ranking geral. Entre as faculdades da região estão o Instituto Mauá de Tecnologia, a Fatec São Caetano do Sul e a Universidade Municipal de São Caetano do Sul, considerada a melhor instituição de ensino superior municipal do Brasil e a 7ª entre as melhores universidades públicas de São Paulo pelo Guia do Estudante, em 2017.

## História
Segundo o sociólogo e historiador José de Souza Martins, da Universidade de São Paulo, a região em que hoje se situa o município de São Caetano do Sul é ocupada desde o século XVI, quando era conhecida como Tijucuçu. Foi área de fazendas de moradores do antigo povoado de Santo André da Borda do Campo, onde vivia João Ramalho e que depois, em 1553, se transformaria em vila pelo primeiro governador-geral do Brasil Tomé de Sousa. Sua população e seu predicamento de vila (município) foram transferidos para o povoado jesuítico de São Paulo de Piratininga em 1560 a mando de Mem de Sá.
A partir do começo do século XVII, fazendeiros e sitiantes da hoje região do ABC começaram a migrar para o Vale do Paraíba, onde surgiriam as vilas de Taubaté e de Santana das Cruzes de Mogi (Mogi das Cruzes). Dois desses fazendeiros e criadores de gado doaram suas terras para o Mosteiro de São Bento da vila de São Paulo, um onde viria a ser São Bernardo e outro onde viria a ser São Caetano. Nesta última região, o doador foi o capitão Duarte Machado, em 1631, que participara da bandeira de Nicolau Barreto aos sertões dos índios temiminós, em 1602, para captura e escravização de indígenas. Foi ele também membro da Câmara da Vila de Piratininga, onde exerceu a função de almotacel.
Quarenta anos depois, em 1671, Fernão Dias Pais Leme arrematou em leilão o sítio do falecido capitão Manuel Temudo, também no Tijucuçu, e o doou ao mesmo Mosteiro de São Bento. Formou-se, assim, a Fazenda de São Caetano, utilizada pelos monges beneditinos para cultivo de feijão, arroz e mandioca.
Em 1717, os monges começaram a erguer no lugar onde está hoje a Matriz Velha de São Caetano uma capela dedicada a São Caetano di Thiène, o santo patrono do pão e do trabalho. Passou a fazenda a chamar-se Fazenda de São Caetano do Tijucuçu, depois apenas Fazenda de São Caetano. Alguns anos depois, em 1730, os monges fundaram ali uma fábrica de telhas, tijolos, lajotas, louças e adornos cerâmicos para ornamento de casas e igrejas na cidade de São Paulo. Esse material era diariamente transportado, pelo Rio Tamanduateí, de um porto que havia na Fazenda para o Porto Geral de São Bento, onde é hoje a rua 25 de Março, pouco adiante do atual pé da Ladeira Porto Geral. Até o século XVIII, o trabalho da fazenda era realizado por índios administrados sujeitos a servidão, libertados em 1755 pelo Diretório dos Índios do Grão-Pará e Maranhão, cujos efeitos foram, em 1757, estendidos ao Estado do Brasil. A partir dessa época por escravos negros de origem africana. A fábrica funcionou até 1871, durante 141 anos. Dessa época, subsistem no centro do atual município os canais abertos pelos escravos no século XVIII para drenagem dos terrenos próximos aos rios Tamanduateí e Meninos.
Ao redor da Fazenda desenvolveu-se o bairro de São Caetano, no mesmo território da cidade de São Paulo. Foi recenseado pela primeira vez em 1765, quando o Morgado de Mateus determinou que se fizesse o censo da população da Capitania de São Paulo. Seus habitantes eram agricultores e tropeiros e recebiam os sacramentos na Capela de São Caetano. O bairro desenvolveu-se ao redor da Fazenda de São Caetano. Concentrou moradores entre os atuais rio dos Meninos e Córrego do Moinho Velho, entre o atual Córrego do Moinho antigo Ribeirão Muiguera e a divisa entre São Caetano e Santo André.
Em 16 de fevereiro de 1867 a São Paulo Railway inaugurou uma parada de trens na fazenda São Caetano e o governo da província refez o Caminho do Mar e o Caminho Velho de Santo André da Borda do Campo, que desde o século XVI atravessava a região, de modo a torná-lo tributário da ferrovia.
Em 1871, no dia seguinte ao da Lei do Ventre Livre, a Ordem de São Bento decidiu, em seu Capítulo-Geral da Bahia, libertar todos os seus escravos, em todo o Brasil, mais de quatro mil, sem qualquer compensação. Privada de mão de obra, a Fazenda de São Caetano foi desapropriada pelo Governo Imperial para nela instalar o Núcleo Colonial de São Caetano em 28 de julho de 1877. As terras da Fazenda foram divididas em lotes e vendidas a colonos italianos entre 1877 e 1892, quando entrou no Núcleo a última família de imigrantes. O primeiro grupo de famílias assentado no núcleo embarcara no porto de Gênova e chegara ao Brasil no navio italiano Europa. Procediam todas as famílias da comuna de Cappella Maggiore e arredores, província de Treviso, na região do Vêneto, norte da Itália.
Originalmente, os colonos do Núcleo Colonial dedicaram-se à produção da batata inglesa, ou batatinha. Mas em seguida vários deles plantaram videiras e passaram a produzir vinho de mesa, o vinho "São Caetano", comercializado num estabelecimento de Emilio Rossi, colono de São Caetano, que havia no Largo do Tesouro, em São Paulo. As videiras de São Caetano foram contaminadas pela filoxera, a partir de parreiras do bairro da Mooca. Em dois anos a produção de uva e vinho caiu verticalmente. Essa praga destruiu parreirais no mundo todo. Emilio Rossi, que em 1887 e 1888 trocou ideias a respeito com o médico e cientista Luís Pereira Barreto, resolveu fazer enxertias com cepas da chamada uva americana, resistente à praga, que deram certo, mas era tarde. Muitos colonos empobrecidos começaram a vender seus lotes de terra e pela época da proclamação da República as primeiras indústrias começaram a instalar-se na região, em terras compradas aos colonos. O núcleo agrícola se transformava em bairro operário.
Nesse período os colonos que haviam recebido terras nas várzeas úmidas do rio Tamanduateí e do rio dos Meninos, remanescentes do antigo pântano do Tijucuçu, montaram olarias e começaram a produzir tijolos. Um desses colonos, Giuseppe Ferrari, foi um dos fornecedores de tijolos para construção do Museu do Ipiranga, a partir de 1895, de que se encarregara o italiano Luigi Pucci.
Pouco antes da proclamação da República foi criado o município de São Bernardo, desmembrado do de São Paulo, e a maior parte do Núcleo Colonial e do antigo bairro de São Caetano foi a ele anexada. Cerca de um quinto da antiga localidade de São Caetano permaneceu no território do município de São Paulo e constitui a área dos hoje bairros de Vila Carioca, Sacomã e Heliópolis. Nesse mesmo ano, um censo do Núcleo Colonial contou 322 habitantes, cujas famílias estavam distribuídas em 92 lotes de terra.
Em 1901, São Caetano era elevado a Distrito Fiscal. A fixação das primeiras indústrias coincidiu com a elevação de São Caetano a Distrito de Paz, em 1916. Em 1924, o arcebispo de São Paulo, Dom Duarte Leopoldo e Silva, dava ao núcleo a sua primeira paróquia e seu primeiro vigário, o padre José Tondin. A vila transformava-se em cidade.
A primeira manifestação de autonomia para o Distrito de São Caetano aconteceu em 1928, com a liderança do engenheiro Armando de Arruda Pereira, diretor da Cerâmica São Caetano, residente na localidade. Para divulgar a ideia emancipacionista, foi fundado o São Caetano Jornal que convocava a população para votar nos seus candidatos a vereador e Juiz de paz nas eleições municipais de 1928. Entretanto, os resultados não foram os esperados. Na década de 1940, o sonho da emancipação voltou a empolgar os caetanenses, com o segundo movimento emancipacionista.
Em 1947, em movimento liderado pelo Jornal de São Caetano, foi realizada uma lista com 5.197 assinaturas e enviada à Assembleia Legislativa do Estado, solicitando um plebiscito. A consulta popular foi realizada em 24 de outubro de 1948; 8.463 pessoas votaram a favor da autonomia, e 1.020 votaram contra. A 24 de dezembro de 1948, o governador do estado de São Paulo, Ademar de Barros, ratificou a decisão e criou o "município de São Caetano do Sul", através da Lei Estadual n. 233, de 24 de dezembro de 1948, acrescentando-lhe o qualificativo do Sul, para distingui-lo de homônimo pernambucano. Em 30 de dezembro de 1953, foi criada a Comarca de São Caetano do Sul, instalada no dia 3 de abril de 1955.

## Geografia
São Caetano do Sul situa-se a uma altitude média de 760 metros.
São Caetano do Sul apresenta os melhores indicadores sociais de todo o país, uma cidade considerada exemplar em vários aspectos do chamado IDH (Índice de Desenvolvimento Humano) da ONU, estando em 1º lugar na lista dos municípios brasileiros por IDH (0,862). Apesar de ser uma cidade rodeada de favelas, não há favelas dentro dos limites municipais de São Caetano do Sul.
- Principais nacionalidades de origem de imigrantes radicados em São Caetano: iniciou-se com a imigração italiana, em 1877.[29] Futuramente recebendo espanhola, árabe, africana, japonesa, portuguesa, alemã, ucraniana, lituana e húngara.[10][carece de fontes?]

A cidade possui ao todo 15 bairros: Barcelona, Boa Vista, Centro, Cerâmica, Fundação, Jardim São Caetano, Mauá, Nova Gerty, Olímpico, Oswaldo Cruz, Prosperidade, Santa Maria, Santa Paula, Santo Antônio e São José. Todos eles se conectam ao histórico de imigração e trabalho na região, sendo que o Jardim São Caetano (antigo terreno do Bank of London & South América Limited) é o único bairro residencial de alta classe na região do ABC, projetado nos mesmos moldes do Jardim América e Pacaembu, em São Paulo.
A cidade está a 12 km da capital paulista, 351 km do Rio de Janeiro, 851 km de Porto Alegre e 1458 km de Salvador.

### Hidrografia

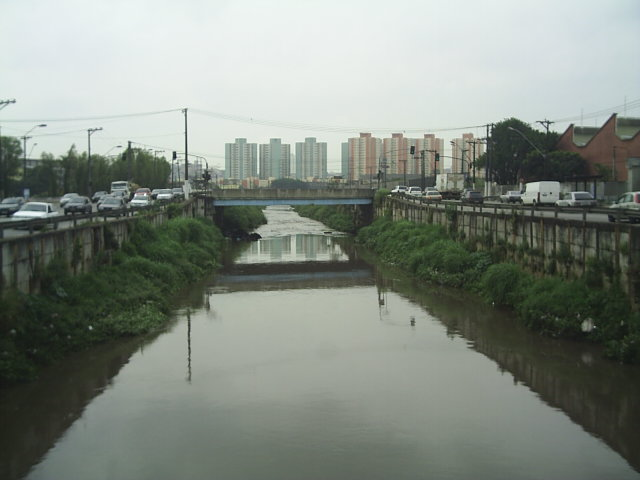
Rio Tamanduateí no limite com São Paulo. À direita, a capital paulista, e à esquerda, São Caetano do Sul.

Na cidade estão os seguintes rios e córregos:
- Rio Tamanduateí (divisa com São Paulo)
- Rio dos Meninos (limite com São Paulo e São Bernardo do Campo)
- Córrego de Utinga (limite com Santo André)
- Córrego das Grotas (limite com Santo André)
- Córrego do Moinho.

### Clima
O clima da cidade, como em toda a Região Metropolitana de São Paulo, é subtropical úmido. Verão pouco quente e chuvoso. Inverno ameno e com menos chuva. A média de temperatura anual é de 19,5 °C, sendo o mês mais frio julho (média de 16,2 °C) e o mais quente fevereiro (média de 22,5 °C). O índice pluviométrico anual fica em torno de 1 447 mm.
| Dados climatológicos para São Caetano do Sul | Dados climatológicos para São Caetano do Sul | Dados climatológicos para São Caetano do Sul | Dados climatológicos para São Caetano do Sul | Dados climatológicos para São Caetano do Sul | Dados climatológicos para São Caetano do Sul | Dados climatológicos para São Caetano do Sul | Dados climatológicos para São Caetano do Sul | Dados climatológicos para São Caetano do Sul | Dados climatológicos para São Caetano do Sul | Dados climatológicos para São Caetano do Sul | Dados climatológicos para São Caetano do Sul | Dados climatológicos para São Caetano do Sul | Dados climatológicos para São Caetano do Sul |
| Mês                                          | Jan                                          | Fev                                          | Mar                                          | Abr                                          | Mai                                          | Jun                                          | Jul                                          | Ago                                          | Set                                          | Out                                          | Nov                                          | Dez                                          | Ano                                          |
| -------------------------------------------- | -------------------------------------------- | -------------------------------------------- | -------------------------------------------- | -------------------------------------------- | -------------------------------------------- | -------------------------------------------- | -------------------------------------------- | -------------------------------------------- | -------------------------------------------- | -------------------------------------------- | -------------------------------------------- | -------------------------------------------- | -------------------------------------------- |
| Temperatura máxima média (°C)                | 26,3                                         | 26,8                                         | 25,8                                         | 24,6                                         | 22,0                                         | 21,7                                         | 21,5                                         | 22,9                                         | 24,1                                         | 24,8                                         | 24,5                                         | 25,8                                         | 24,2                                         |
| Temperatura média (°C)                       | 22,3                                         | 22,5                                         | 21,6                                         | 20,2                                         | 17,5                                         | 16,7                                         | 16,2                                         | 17,2                                         | 18,6                                         | 19,8                                         | 20,1                                         | 21,6                                         | 19,5                                         |
| Temperatura mínima média (°C)                | 19,3                                         | 19,4                                         | 18,7                                         | 17,1                                         | 14,3                                         | 13,1                                         | 12,3                                         | 12,9                                         | 14,6                                         | 16,2                                         | 16,9                                         | 18,4                                         | 16,1                                         |
| Precipitação (mm)                            | 238                                          | 181                                          | 164                                          | 73                                           | 70                                           | 49                                           | 62                                           | 44                                           | 98                                           | 124                                          | 159                                          | 185                                          | 1 447                                        |
| Fonte: Climate-Data.org                      |                                              |                                              |                                              |                                              |                                              |                                              |                                              |                                              |                                              |                                              |                                              |                                              |                                              |

## Demografia

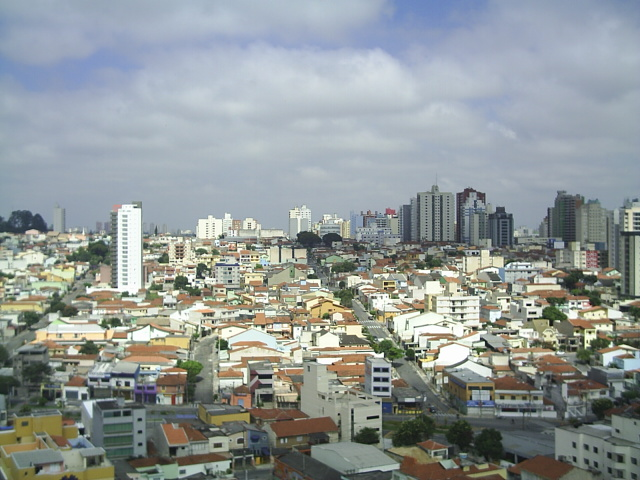
Com poucos quilômetros de extensão, hoje ocorre, sobretudo, o crescimento vertical da cidade.

### Dados do Censo - 2010
População total estimada em (2019): 161.127 habitantes. População residente (2010).
Por região:
- urbana: 149.263; rural: 0 (não há zona rural no município)

Por sexo:
- homens: 68.853; mulheres: 80.410

Densidade demográfica: 9.736,03 hab./km² 
Mortalidade infantil: 6,54 óbitos por mil nascidos vivos.
Expectativa de vida: 79 anos.
Taxa de fecundidade: 1,56 filhos por mulher

### IDH-M
Índice de Desenvolvimento Humano (IDH-M): 0,862 - muito alto (ocupa atualmente a primeira posição de IDH-M no Brasil)
- IDH-M Renda: 0,891[36]
- IDH-M Longevidade: 0,887[36]
- IDH-M Educação:0,811[36]

### Posse de bens e serviços domésticos
- Telefone celular : 71,7% da população
- Telefone fixo : 98,3 % da população
- Automóvel : 73,3% da população
- Microcomputador : 63,1% da população
- TV em cores : 100% da população
- Geladeira : 100% da população

### Dados socioeconômicos
- Salário médio mensal dos trabalhadores formais (2017): 3,6 salários mínimos.[1]
- Produto interno bruto municipal : R$ 11 762 744 mil (2011) [5]
- Potencial de consumo/2001 : US$ 657 milhões
- Renda per capita : R$ 78 438,17 (2011) [5]

### Classificação socioeconômica da população
- Classe A : 21,1%
- Classe B : 45,2%
- Classe C : 32,2%
- Classe D : 1,5%

### Composição étnica (2010)[37]
| Etnia    | População | Porcentagem |
| -------- | --------- | ----------- |
| Branca   | 127.570   | 85,46%      |
| Parda    | 15.313    | 10,26%      |
| Preta    | 3.617     | 2,42%       |
| Amarela  | 2.705     | 1,81%       |
| Indígena | 58        | 0,05%       |

## Política e administração

### Dados eleitorais (2019)[38]
- Número de eleitores: 136.187 votantes.

### Cidades-Irmãs

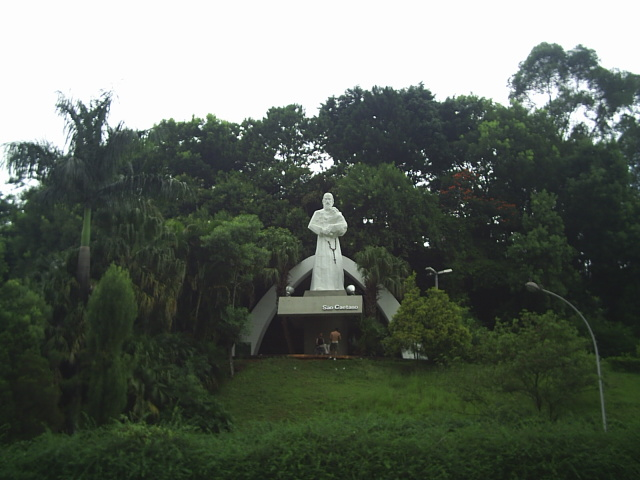
Estátua São Caetano Di Thiene, no parque Espaço Verde Chico Mendes.

São Caetano do Sul tem como cidades irmãs:
- Thiene, na Itália
- Vittorio Veneto, na Itália
- Iglesias, na Itália

As três cidades-irmãs do município ficam localizadas na Itália, sendo Caetano Di Thiene, sacerdote católico italiano, o padroeiro oficial da cidade. É conhecido como Santo da Providência, patrono do pão e do trabalho, sendo padroeiro dos gestores administrativos, assim como das pessoas que buscam trabalho e dos desempregados.

## Economia

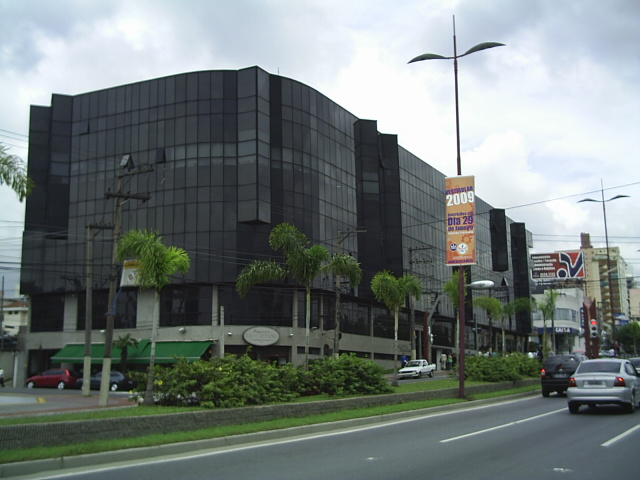
Edifício comercial na Avenida Goiás.

São Caetano do Sul pertence à região do ABC Paulista, a qual foi marcada pelo desenvolvimento industrial e automobilístico. Alguns exemplos são as indústrias localizadas na divisa com São Paulo, e a sede da General Motors no Brasil, na avenida Goiás, o principal centro financeiro da cidade. Atualmente, na avenida, encontram-se instaladas matrizes e filiais de várias empresas.
Pessoas de várias regiões da metrópole vão a cidade a trabalho, vindas principalmente da região do próprio ABC e dos distritos das zonas sul e leste paulistanas que fazem divisa com a cidade.
O comércio é também um forte alvo econômico da cidade, que abriga a matriz da rede de lojas Casas Bahia, fundada em 1952 pelo imigrante polonês Samuel Klein.
Após anos do fechamento do antigo Shopping São Caetano, em 2011, a rede Multiplan inaugurou na cidade o Park Shopping São Caetano, no Espaço Cerâmica, um bairro planejado no terreno de 300 mil m² da antiga Cerâmica São Caetano. O bairro tem a intenção de absorver o crescimento comercial e de serviços de São Caetano, embora também conte com projetos residenciais.

### Total de empresas estabelecidas (por categoria econômica)
- Indústrias : 753
- Estabelecimentos comerciais : 4.632
- Prestadores de serviços (inclui autônomos) : 19.105
- Concessionárias : 10

## Infraestrutura

### Mobilidade urbana e acessibilidade

#### Transporte público - Trens (2020)
O município é servido pelos trens da Linha 10–Turquesa.

#### Ciclovia (2019)

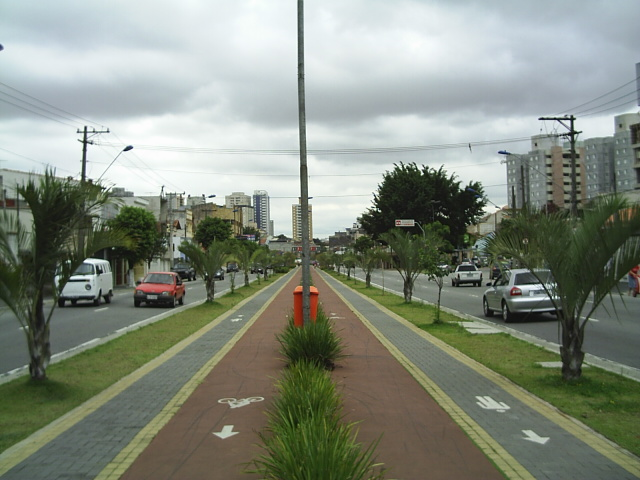
Ciclovia e veículos em São Caetano do Sul

O município possui uma malha cicloviária de 16,5 quilômetros.

#### Frota de veículos (2018)[44]
- Automóveis: 101.335
- Caminhões: 2.774
- Caminhonete: 9.087
- Camioneta: 8.479
- Motocicleta: 11.645
- Motoneta: 3.019
- Reboque: 1.122
- Semirreboque: 943
- Ônibus: 577
- Micro-ônibus: 493
- Utilitários: 2.288
- Caminhão/trator: 695
- Trator de rodas: 55
- Triciclo: 49
- Quadriciclo: 1
- Ciclomotor: 85
- Outros: 11
- Total:142.658

### Educação
A taxa de escolarização de seis a catorze anos de idade é de 97,4% dados de 2010. Os dados de 2017 sobre o IDEB - Índice de Desenvolvimento da Educação Básica de São Caetano do Sul consiste em 7,5 para os anos iniciais do ensino fundamental e 6,2 para os anos finais do ensino fundamental. Números de 2018 registram 7.054 alunos matriculados no ensino infantil, 21.032 alunos matriculados no ensino fundamental e 7.672 alunos matriculados no ensino médio, com 505 docentes no ensino infantil, 1.326 docentes no ensino fundamental e 647 docentes no ensino médio.

#### 1ª no Ranking Connected Smart Cities 2020, no eixo educação
Pela segunda vez, São Caetano foi eleita a cidade com a melhor educação do Brasil no ranking Connected Smart Cities, resultado de estudo elaborado pela consultoria Urban Systems. A cidade obteve as seguintes pontuações:
- IDEB (anos finais rede pública): 6,5;
- Taxa de Abandono (ens. Médio público):1,8%;
- Média ENEM: 566;
- Formação superior dos docentes do ensino médico público: 99,8%
- Média de alunos por turma (9º ano rede pública): 27,6
- Despesas pagas com Educação (por habitante): R$ 2.850

#### Ensino Superior
O município oferece uma Universidade Municipal, a USCS - Universidade Municipal de São Caetano do Sul (antigo IMES), que possui quatro campi, sendo três deles na cidade e outro no bairro Bela Vista, na capital paulista.
Além disso, possui campus do Instituto Mauá de Tecnologia, Strong FGV, entre outras.

### Comunicações

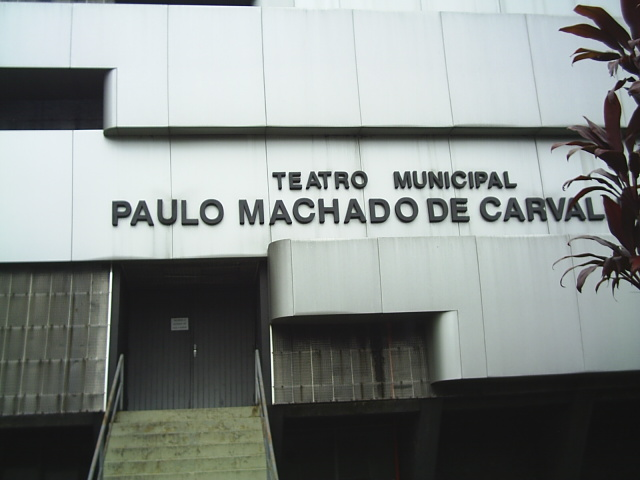
Teatro Municipal Paulo Machado de Carvalho

#### Imprensa
A Imprensa regional do Grande ABC possui diversos veículos de comunicação que cobrem os acontecimentos locais e com a pandemia da Covid-19 muitos passaram a ser somente digitais e não mais imnpressos. Nas mídias impressas existe o jornal Diário do Grande ABC, sediado em Santo André e o Jornal Imprensa ABC - fundado em 2009 (impresso e digital) com circulação nas cidade de São Caetano do Sul, Santo André, São Bernardo do Campo e Mauá; - outros - Diário Regional; Tribuna do ABCD; Jornal da Região; Repórter Diário. Na mídia online, há diversos blogs e sites das prefeituras.

#### Telefonia
O sistema de telefones automáticos foi inaugurado na cidade em 1958 pela Companhia Telefônica da Borda do Campo (CTBC), empresa subsidiária da Telecomunicações de São Paulo (TELESP) a partir de 1973, que também implantou o sistema de discagem direta à distância (DDD) em 1973 com o código de área (011).

## Cultura e lazer

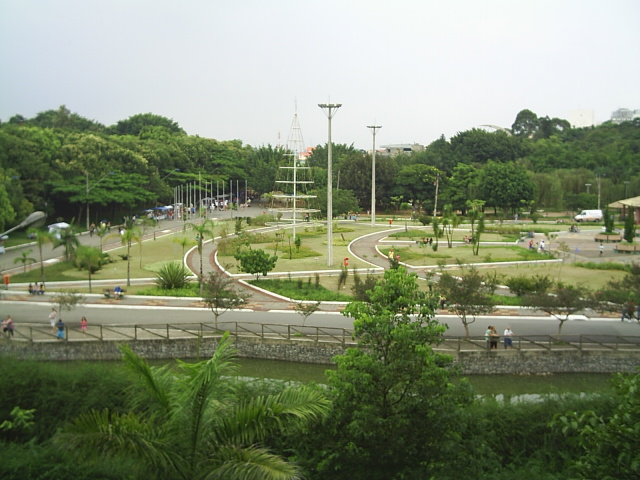
Parque Chico Mendes, um dos parques mais conhecidos no ABC Paulista.

São Caetano do Sul, assim como toda a região metropolitana de São Paulo, é beneficiada pelo fluxo turístico da capital paulista, recebendo visitantes de várias localidades.
A cidade se baseia no turismo de negócios, cultural e de lazer, contando com diversos hotéis, dentre eles, o Mercure, teatros, anfiteatros e diversos auditórios, sete parques municipais: Espaço Verde Chico Mendes, Parque Botânico e Escola Municipal de Ecologia Jânio da Silva Quadros, Parque Catarina Scarparo D’Agostini, Parque Santa Maria, Cidade das Crianças, Parque Municipal São José (Bosque do Povo) e Espaço de Lazer e Recreação José Agostinho Leal. São Caetano também recebe diversos eventos. Em novembro de 2011, foi inaugurado o ParkShopping São Caetano, dentro do complexo Espaço Cerâmica.
Em São Caetano do Sul também já foram realizados shows históricos. Em 1995, mais de 100 mil pessoas se reuniram no parque Espaço Verde Chico Mendes para ver AMIGOS, show protagonizado por Chitãozinho & Xororó, Leandro & Leonardo e Zezé Di Camargo & Luciano. As duplas trocavam de parceria e cantavam músicas uns dos outros. O evento foi gravado e televisionado para todo o Brasil. Além disso, em 1985 a cidade também foi palco de um show memorável na carreira do cantor Raul Seixas. Realizado no Estádio Lauro Gomes, a apresentação foi a última antes do hiato de 3 anos na carreira do cantor, que só voltaria aos palcos em 1988, ao lado de Marcelo Nova no Clube Atlético Aramaçan, em Santo André.

### Carnaval
O Carnaval da cidade é formado pelas escolas de samba Acadêmicos de Vila Gerti, Ébanos, Imperatriz de Nova Gerty, União da Ilha Prosperidade e Tradição da Ponte. Que desfilam na Avenida Guido Aliberti, sendo filiadas a Liga Independente das Escolas de Samba de São Caetano do Sul.

### Esportes

#### Voleibol

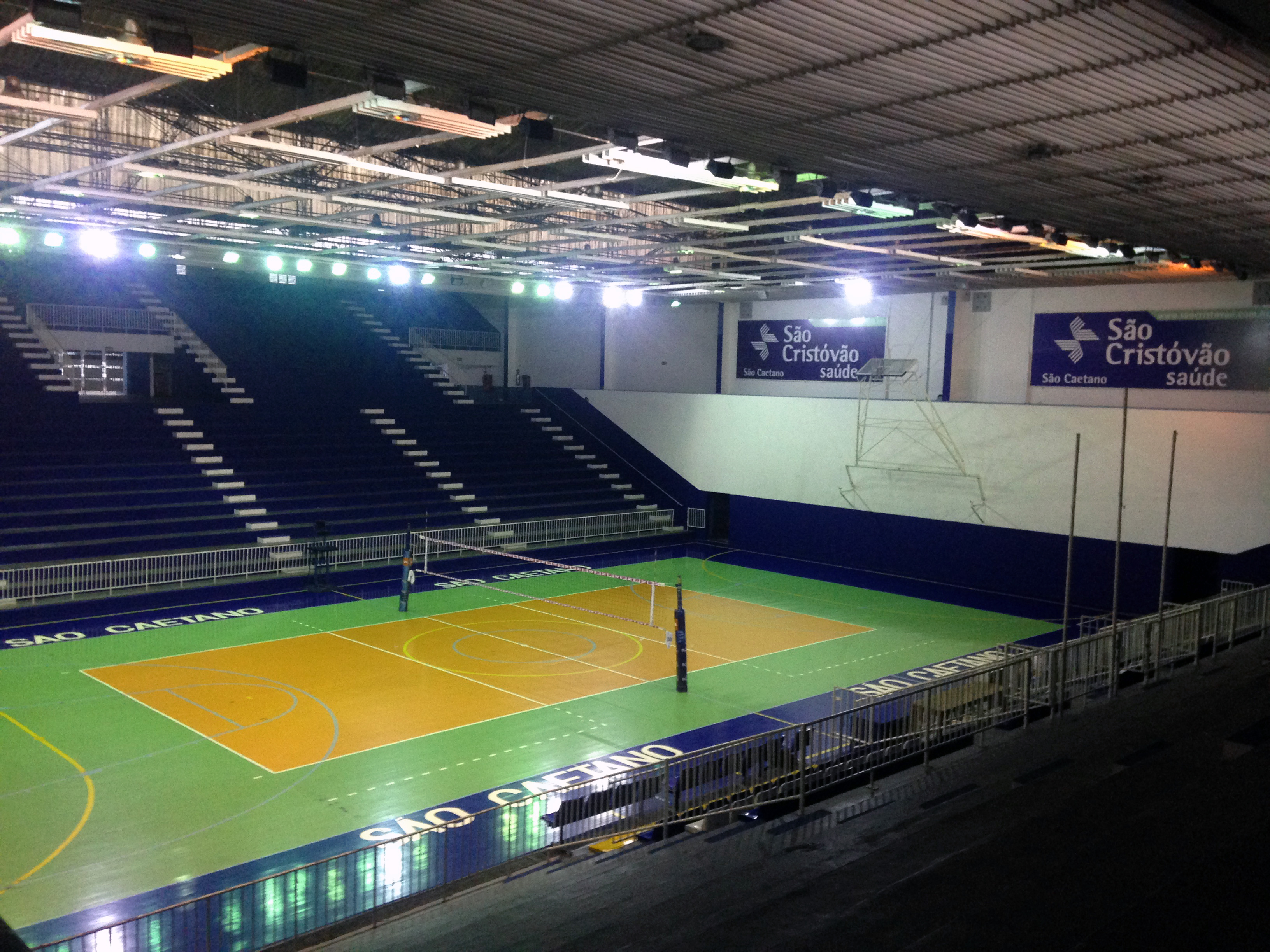
Ginásio Milton Feijão

O município de São Caetano do Sul sempre foi um celeiro da modalidade esportiva, principalmente do voleibol feminino, desde a época que o São Caetano Esporte Clube era o grande reconhecido como um dos principais modelos na formação e revelação de jogadoras de voleibol. O auge da modalidade em São Caetano do Sul se deu na década de 90 com Ana Moser, Fofão e outras. Quando conquistou o título de campeão na Liga Nacional de voleibol feminino de 1991-1992. São mais de três décadas, em competições nacionais, estaduais e regionais com grandes jogadoras. O trabalho com as equipes de base também consegue destaque nesse cenário esportivo. A equipe principal há mais de uma década é patrocinada pelo Grupo São Cristóvão Saúde, que dentro do possível também patrocina as equipes de base. A equipe principal feminina é denominada como São Cristóvão Saúde/São Caetano e há dez anos se mantém na Superliga Feminina, Campeonato Paulista Feminino e outras competições. Manda seus jogos no Complexo Poliesportivo Lauro Gomes de Almeida, no Ginásio Milton Feijão com capacidade para 5.000 espectadores.

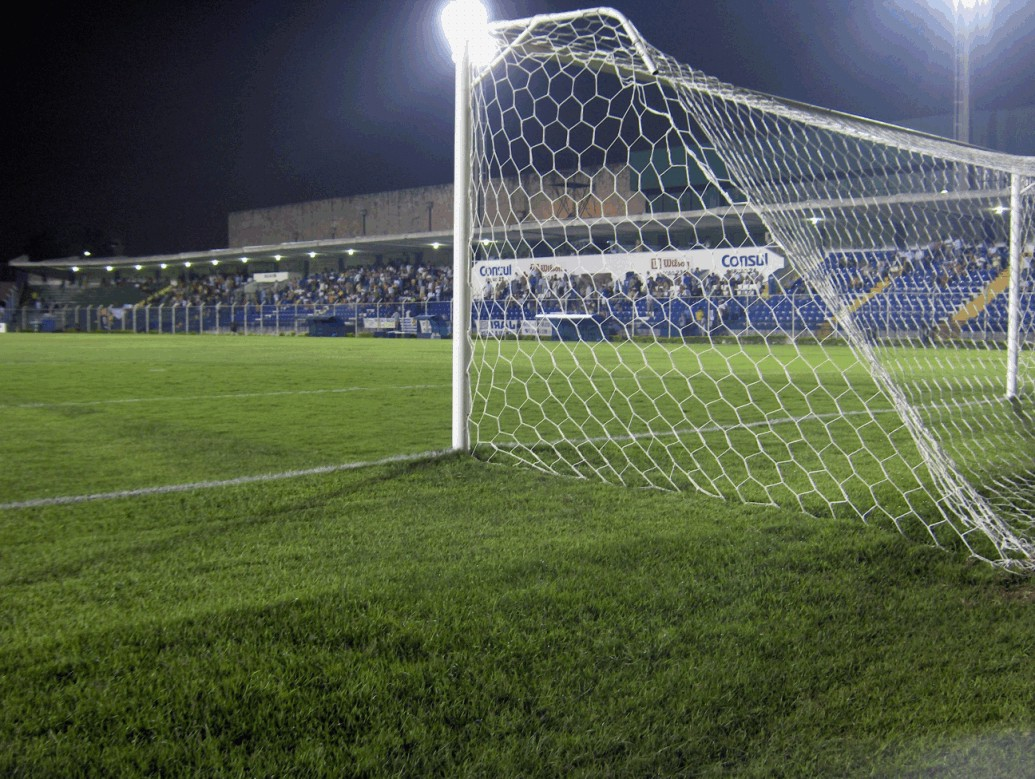
Estádio Anacleto Campanella

#### Futebol
O município conta com a Associação Desportiva São Caetano como equipe de futebol da cidade. Manda seus jogos no Estádio Municipal Anacleto Campanella. Um dos maiores feitos do clube é ter chegado à final da Copa Libertadores da América de 2002, perdendo a decisão para o Olímpia do Paraguai e a dois vices consecutivos do Campeonato Brasileiro (2000 e 2001). O São Caetano possui um título do Campeonato Paulista de Futebol de 2004.

## Pessoas ilustres
- Naturais de São Caetano do Sul

## Religião
O Cristianismo se faz presente na cidade da seguinte forma:

### Igreja Católica
- A igreja faz parte da Diocese de Santo André.[66]

### Igrejas Evangélicas
Entre as igrejas protestantes históricas, pentecostais e neopentecostais, encontram-se na cidade:
- Assembleia de Deus Ministério do Belém.[69][70]
- Congregação Cristã no Brasil.[71]